# Polypodium phymatodioides
Polypodium phymatodioides là một loài dương xỉ trong họ Polypodiaceae. Loài này được Kurz mô tả khoa học đầu tiên năm 1864.
Danh pháp khoa học của loài này chưa được làm sáng tỏ. 